# Adam Wielomski
Adam Wielomski (ur. 25 grudnia 1972 w Warszawie) – polski politolog i publicysta, historyk idei, profesor nauk społecznych oraz nauczyciel akademicki.

## Życiorys

### Wykształcenie i kariera naukowa
W 1991 roku ukończył III Liceum Ogólnokształcące im. gen. Józefa Sowińskiego w Warszawie. W 1995 ukończył studia na Wydziale Dziennikarstwa i Nauk Politycznych Uniwersytetu Warszawskiego. 2 lipca 1998 uzyskał stopień doktora w Instytucie Studiów Politycznych Polskiej Akademii Nauk na podstawie pracy pt. Od grzechu do apokatastasis. Filozofia dziejów Josepha de Maistre'a. Promotorem jego pracy doktorskiej był prof. Ryszard Skarzyński.
Stopień doktora habilitowanego otrzymał 11 marca 2009 na Wydziale Dziennikarstwa i Nauk Politycznych UW na podstawie dorobku naukowego oraz pracy pt. Nacjonalizm francuski 1886–1940. Geneza, przemiany i istota filozofii politycznej. W 2015 otrzymał tytuł naukowy profesora nauk społecznych.
Wykładał i był zatrudniony m.in. w Szkole Wyższej im. Bogdana Jańskiego w Warszawie, Szkole Wyższej Humanistyczno-Ekonomicznej w Sieradzu oraz w Warszawskiej Szkole Zarządzania. Został także kierownikiem Zakładu Polityki i Systemów Bezpieczeństwa w Instytucie Nauk Społecznych i Bezpieczeństwa Uniwersytetu Przyrodniczo-Humanistycznego w Siedlcach.
Jest profesorem zwyczajnym i kierownikiem Katedry Teorii Stosunków Międzynarodowych Wydziału Prawa i Administracji Uniwersytetu Kardynała Stefana Wyszyńskiego.
Specjalizuje się w historycznej i współczesnej zachodnioeuropejskiej myśli politycznej, szczególnie francuskiej, niemieckiej i hiszpańskiej.

### Działalność polityczna
W latach 1999–2001 był doradcą prezesa Rady Ministrów ds. komunikacji społecznej. W 2004 został prezesem Klubu Zachowawczo-Monarchistycznego. Jest stałym współpracownikiem tygodników „Najwyższy Czas!” i „Myśl Polska” oraz redaktorem naczelnym kwartalnika „Pro Fide Rege et Lege”. Był również redaktorem naczelnym portalu konserwatyzm.pl. 1 kwietnia 2012 zrzekł się tej funkcji i został zastępcą redaktora naczelnego. Sprawuje także funkcję prezesa zarządu Towarzystwa Naukowego Myśli Politycznej i Prawnej. Jest członkiem władz Towarzystwa Nauk o Bezpieczeństwie oraz zasiada w zarządzie Fundacji Pro vita bona.
Należał do Zjednoczenia Chrześcijańsko-Narodowego, a następnie do Przymierza Prawicy, jako którego członek bez powodzenia kandydował do Sejmu w wyborach parlamentarnych w 2001 z listy Prawa i Sprawiedliwości (uzyskał 126 głosów). Następnie związał się z Unią Polityki Realnej. Z listy UPR bezskutecznie w 2004 kandydował do Parlamentu Europejskiego (zdobył 269 głosów). W 2005 był przez miesiąc sekretarzem generalnym UPR. Później wystąpił z partii.
W 2014 udzielił poparcia Kongresowi Nowej Prawicy. W czerwcu 2018 jako gość wystąpił na IV kongresie Ruchu Narodowego.

## Życie prywatne i poglądy
Jest tradycjonalistą i monarchistą, choć wątpi w możliwość przywrócenia monarchii, dlatego też popiera wprowadzenie dyktatury podobnej do tej Franco i Pinocheta. Uważa się za przedstawiciela cywilizacji łacińskiej. 
Jego konfesją jest rzymski katolicyzm. Uznaje absolutną nieomylność Kościoła w sprawach doktrynalno-teologicznych i dodaje że: „Ultramontanizm umarł. Reakcjonista może być dziś katolikiem rzymskim, jednak po wycofaniu się na pozycje gallikańskie, uznając nieomylność papieską tylko w kwestiach wiary i moralności, gdyż Rzym począł używać obcego nam – uczniom de Maistre'a i Bonalda – języka”. 
Odrzuca ideowe reperkusje rewolucji francuskiej, jest przeciwnikiem egalitaryzmu i praw człowieka. Odtrąca je na rzecz praw naturalnych. Jest zwolennikiem deregulacji rynku i zmniejszenia opodatkowania, cechuje go sceptycyzm wobec obecności Polski w Unii Europejskiej. Zalicza się do krytyków Juwala Noacha Harariego, któremu poświęcił jedną ze swoich książek pt. Yuval Noah Harari. Grabarz człowieczeństwa. 
Wielokrotnie wypowiada się pozytywnie na temat Władimira Putina.
Od 2014 żonaty z Magdaleną Ziętek-Wielomską (ur. 1978).

## Publikacje książkowe
- Od grzechu do apokatastasis. Historiozofia Josepha de Maistre, Instytut Liberalno-Konserwatywny, Lublin 1999, ISBN 978-83-902282-8-0[24].
- Filozofia polityczna francuskiego tradycjonalizmu 1796-1830, Wydawnictwo Arcana, Kraków 2003, ISBN 83-89243-70-9[25].
- Hiszpania Franco: źródła i istota doktryny politycznej, Wydawnictwo ARTE, Biała Podlaska 2006, ISBN 978-83-60673-08-9[26].
- Dekalog konserwatysty, Wydawnictwo Megas, Warszawa 2006, ISBN 978-83-901413-5-0[27].
- Encyklopedia polityczna, tom 1 (współautorzy Jacek Bartyzel i Bogdan Szlachta), Polskie Wydawnictwo Encyklopedyczne, Radom 2007, ISBN 83-89862-95-6[28].
- Kontrrewolucja, której nie było, Wydawnictwo Megas, Warszawa 2007, ISBN 978-83-901413-9-8[29].
- Konserwatyzm: główne idee, nurty i postacie, Fijorr Publishing, Warszawa 2007, ISBN 978-83-89812-43-8[30].
- Nacjonalizm francuski 1886-1940: geneza, przemiany i istota filozofii politycznej, Von Borowiecky, Warszawa 2007, ISBN 978-83-87689-93-3[31].
- Lech Kaczyński w Tbilisi (współautor Jan Engelgard), Wydawnictwo Prasy Lokalnej, Warszawa 2008, ISBN 978-83-925284-1-8[32].
- Prawa człowieka i ich krytyka: przyczynek do studiów o ideologii czasów ponowożytnych (współautor Paweł Bała), Fijorr Publishing, Warszawa 2008, ISBN 978-83-89812-13-1[33].
- Carl Schmitt a Konstytucja Rzeczypospolitej Polskiej: studium przypadku ratyfikacji Traktatu lizbońskiego - rola Prezydenta RP (współautor Paweł Bała), Klub Zachowawczo-Monarchistyczny, Warszawa 2008, ISBN 978-83-60745-11-3[34].
- Kościół w cieniu gilotyny: Katolicyzm francuski wobec rewolucji, Von Borowiecky, Warszawa 2009, ISBN 978-83-60748-15-2[35].
- Krytyce demokracji (współautor Cezary Kalita), Wydawnictwo ARTE, Warszawa 2009, ISBN 978-83-61938-12-5[36].
- Konserwatyzm – między Atenami a Jerozolimą. Szkice post-awerroistyczne, Fijorr Publishing, Warszawa 2009, ISBN 978-83-89812-57-5[37].
- Wstęp do nauki o państwie, prawie i polityce (współautor Paweł Bała), Wydawnictwo ARTE, Warszawa 2010, ISBN 978-83-619-3840-8[38].
- Faszyzmy łacińskie. Sen o rewolucji innej niż w Rosji i w Niemczech, Wydawnictwo ARTE, Warszawa 2011, ISBN 978-83-61938-37-8[39].
- Teokracja papieska 1073-1378. Myśl polityczna papieży, papalistów i ich przeciwników, Von Borowiecky, Warszawa 2011, ISBN 978-83-60748-23-7[40].
- Antologia Zbrodni Smoleńskiej (współautorzy Jan Engelgard i Maciej Motas), Wydawnictwo ARTE, Warszawa 2011, ISBN 978-83-61938-32-3[41].
- Prawica w XX wieku, tom I, Von Borowiecky, Warszawa 2013, ISBN 978-83-60748-41-1[42].
- System Polityczny, prawo i konstytucja Królestwa Polskiego 1815-1830 (współautorzy Lech Mażewski i Jacek Bartyzel), Von Borowiecky, Warszawa 2013, ISBN 978-83-60748-42-8[43].
- Myśl polityczna Reformacji i Kontrreformacji. Tom I. Rewolucja protestancka, Von Borowiecky, Warszawa 2013, ISBN 978-83-60748-37-4[44].
- Stepan Bandera w Kijowie. Kulisy rewolucji na Ukrainie (współautorzy Jan Engelgard i Arkadiusz Meller), Oficyna Wydawnicza Capital, Warszawa 2014, ISBN 978-83-64037-85-6[45].
- Od Christianitas do Unii Europejskiej. Historia idei zjednoczenia Europy (współautor Łukasz Święcicki), Towarzystwo Naukowe Myśli Politycznej i Prawnej, Warszawa 2015, ISBN 978-83-927166-9-3[46].
- Niemiecka myśl polityczna wobec narodowego socjalizmu (współautorzy Łukasz Święcicki i Jaromir Ćwikła), Klub Zachowawczo-Monarchistyczny, Warszawa 2016, ISBN 978-83-927166-8-6[47].
- W poszukiwaniu Katechona. Teologia polityczna Carla Schmitta, Von Borowiecky, Warszawa 2016, ISBN 978-83-60748-92-3[48].
- Prawica w XX wieku, tom 2, Von Borowiecky, Radzymin 2017, ISBN 978-83-65806-13-0[49].
- Nowoczesność, nacjonalizm, naród europejski: dylematy samoidentyfikacji Europejczyków (współautor Magdalena Ziętek-Wielomska), Towarzystwo Naukowe Myśli Politycznej i Prawnej, Warszawa 2017, ISBN 978-83-949371-1-9[50].
- The Europe of Nations and Its Future: Nationalism, Euroscepticism, Natiocratism (współautor Magdalena Ziętek-Wielomska), Towarzystwo Naukowe Myśli Politycznej i Prawnej, Warszawa 2017, ISBN 83-927166-6-3[51].
- Chrześcijaństwo i Europa wobec sekularyzacji. Religia w niemieckiej myśli politycznej XX wieku (współautor Łukasz Święcicki), Towarzystwo Naukowe Myśli Politycznej i Prawnej, Warszawa 2018, ISBN 978-83-949371-2-6[52].
- Nacjonalizm wobec problemu Europy, Klub Zachowawczo-Monarchistyczny, Warszawa 2018, ISBN 978-83-949371-3-3[53].
- Katolik – Prusak – nazista. Sekularyzacja w biografii politycznej Carla Schmitta, Von Borowiecky, Warszawa 2019, ISBN 978-83-658-0644-4[54].
- Państwo narodowe i jego wrogowie (współautor Magdalena Ziętek-Wielomska), Fundacja Pro Vita Bona, Warszawa 2020, ISBN 978-83-959357-0-1[55].
- Sojusz ekstremów w epoce globalizacji. Jak neoliberałowie i neomarksiści budują nam nowy świat, Fundacja Pro Vita Bona, Warszawa 2021 ISBN 978-83-959357-2-5[56].
- Zabójcy Zachodu. Prawica i lewica nietzscheańsko-heideggerystyczna, Fundacja Pro Vita Bona, Warszawa 2022, ISBN 978-83-959357-6-3[57].
- Demokracja nieliberalna, Szkoła Wyższa Wymiaru Sprawiedliwości, Warszawa 2022, ISBN 978-83-66454-33-0[58].
- Praworządność (współautor: Arkadiusz Barut), Szkoła Wyższa Wymiaru Sprawiedliwości, Warszawa 2022, ISBN 978-83-66454-42-2[59].
- Yuval Noah Harari. Grabarz człowieczeństwa, Fundacja Pro Vita Bona, Warszawa 2022, ISBN 978-83-959357-7-0[60].
- Konserwatyzm Ezoteryczny, Fundacja Pro Vita Bona, Warszawa 2023, ISBN 978-83-966624-5-3[61].
- Wstęp do współczesnej myśli politycznej, Centrum Badań Polityki Europejskiej, Warszawa 2023, ISBN 978-83-66454-70-5[62].
- Imperialna Europa. Niemieckie plany podboju i reorganizacji Europy 1871-1945, Fundacja Pro Vita Bona, Warszawa 2024, ISBN 978-83-971460-0-6[63].
- Europejskie dyskusje o przyszłości Unii Europejskiej, Centrum Badań Polityki Europejskiej, Warszawa 2024, ISBN 978-83-67811-30-9[64].
- Imperium rationis. Państwo suwerenne w zachodniej myśli politycznej XVI i XVII stulecia, Fundacja Pro Vita Bona, Warszawa 2024, ISBN 978-83-68105-15-5[65][66].
- Myśl polityczna reformacji i kontrreformacji. Tom II – Sobór Trydencki i reforma katolicka, Fundacja Pro Vita Bona, Warszawa 2025, ISBN 978-83-68105-30-8[67][68].